# 防衛学
防衛学（ぼうえいがく、英: Defense Studies）は、軍事において特に防衛についての研究を行う学問である。全課程は防衛大学校でのみ講義が行われている。また航空学生課程では一部を履修する。

## 定義
防衛学は広義には軍事学や兵学とほぼ同義であると考えられているが、狭義にはその研究領域を防衛活動、すなわち防衛力の造成、また防衛力による抑止活動、排除活動などに関する事柄に収める社会科学である。
防衛学における防衛とは侵略への反応であり、安全保障の手段である。また防衛力は軍事力を中核に多様な要素から構成される総合的な防衛能力を指し、軍事学での概念と微妙に異なる。その内容は大まかに指揮統率、戦史（防衛史）などを含めた一般防衛学の部分、訓練運用に関する部分、軍事科学・軍事技術に関する部分の三つに分けることができる。
またその作戦領域から陸上防衛学、海上防衛学、航空防衛学とも系統化される。

## 概説
防衛学は国家の防衛について研究する学問である。防衛を達成するためにまず必要なものは防衛力である。防衛力は防衛目標を達成するための能力であり、抑止力と排除力の二側面がある。防衛力に不可欠の中核的要素は軍隊であるが、民間防衛、社会的要素（人口、防衛意識）、経済力、政治的リーダーシップ、情報能力、地理的環境の八要素を含めた概念であり、これらは相互依存的な関係の中で軍備という防衛力の中核を支えていると考えられており、この防衛力を以って外敵の侵略を抑止、排除する。
防衛学において侵略は軍事的な定義と法的な定義があるが、防衛学における軍事的な定義としては軍事力を以って他国領土へ侵入（invasion）して攻撃（attack）することなどである。その手段は直接侵略と間接侵略に分類され、直接侵略は伝統的な軍事力を行使して作戦するものであり、間接侵略は防衛側の国家内の反政府勢力などを教唆、指導したうえで反乱、革命、クーデターなどによって軍事力を間接的に行使するものである。実際の侵略はこの二種類の手段を同時に使用する場合もある。
防衛は狭義には侵略に反応した排除活動であり、安全保障においては単独防衛、同盟、集団防衛、中立・相互不可侵に分類される。防衛学における防衛は軍事的な分類として、防衛線の位置によって前方防衛、国境防衛、国土防衛と分かれる。前方防衛とは国境よりも前方に進んで侵略する敵を排除する防衛方式であり、国境防衛は国境において侵略する敵を待ち受けてこれを排除する防衛方式であり、国土防衛は国境を越えて侵略する敵を排除する防衛方式である。
また敵の形態として内敵も存在する。内敵とは政府転覆などを目的として主に国内に拠点を持って活動する敵であり、外部侵略と内部侵略の方式がある。

## リンク
- 防衛学 | 教育・訓練 | 防衛大学校
- 受験生のために “防衛学ってなあに”（戦略教育室の紹介）